# 샌버너디노

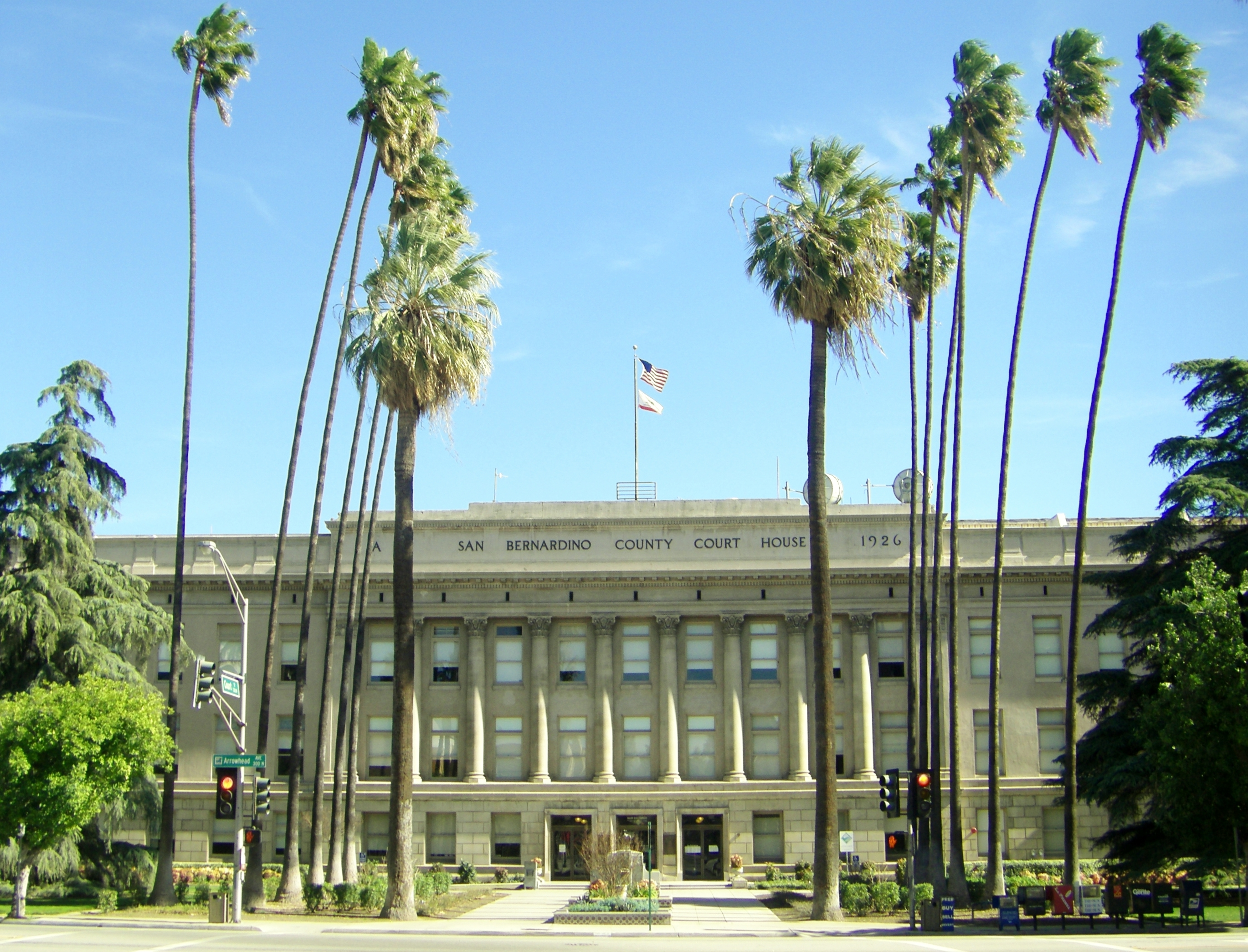

샌버너디노(영어: San Bernardino)는 미국 캘리포니아주 남부 인랜드엠파이어에 있는 도시이다. 인구 21만 5,784명(2019)이며, 샌버너디노밸리 초급대학교(1926)와 샌버너디노-캘리포니아 주립 대학교(1965)가 있다. 교통·상업의 중심지이며 제조업이 발달했고 샌버너디노군의 군청 소재지이다.

## 지리
샌버너디노는 로스앤젤레스에서 동쪽으로 85km 떨어진 사막지대에 위치해 있다. 샌버너디노 산맥 남쪽에 있다.
미국 통계국에 의하면 샌버너디노는 총면적이 153.5km2(59.2mi²)이다. 이 중152.3km2(58.8mi²)가 육지로, 1.1km2(0.4mi²)는 물에 접해 있다. 총 면적의 0.74%가 물에 접해 있다.

## 역사
샌버나디노에는 유럽인이 이주하기 전에는 통바족이 살았다. 1771년에 70km 떨어진 곳인 샌게이브리얼에 미션이 설립되었다. 스페인 선교사들은 그곳에서 오늘날의 샌버나디노까지 와서 이 지역의 첫 유럽인 정착촌을 세웠다. 1830년대 다른 미션들과 함께 샌버나디노의 미션도 사유화됐다.
멕시코-미국 전쟁으로 캘리포니아가 미합중국에 병합된 후 최초로 정착한 잉글랜드계 미국인들은 모르몬교 신자들이었다. 1851년 이주하기 시작해 1857년 도시가 정식으로 설립되었지만 유타 전쟁으로 이들에 대한 시선이 적대적으로 변하자 대부분 땅을 매각하고 유타주로 돌아갔다.
1860년 인근에서 금이 발견되고 대륙간 철도가 건설되자 도시는 중요한 교통과 상업의 중심지가 되었다.
1942년 노턴 공군기지가 문을 열어 문을 닫을 때까지 도시에서 가장 중요한 고용원이 되었다. 1940년 맥도널드 형제가 맥도날드를 샌버나디노에서 창업했다. 이들의 식당은 세계 최대의 패스트 푸드 기업으로 성장한다. 오늘날 최초의 맥도날드는 박물관이 되었다.
1992년 노턴 공군기지가 문을 닫자 도시의 경제도 심각한 타격을 입었다. 2012년 8월 샌버나디노는 10억달러의 빚을 감당하지 못하고 파산보호 신청을 했다.
2015년 샌버너디노 총기 난사 사건이 발생했다.

## 경제
노턴 공군기지가 문을 닫고 1만개 이상의 일자리가 사라졌다. 주요 주간고속도로와 철도의 교차점에 있고, 토지가 상대적으로 저렴한 덕분에 물류 센터들이 들어와 경제적 충격을 일부 상쇄했지만 빈곤과 실업은 여전히 심각한 문제이다.

## 범죄
2019년 연방수사국의 발표에 따르면, 샌버나디노는 주민 10만명당 1319번의 강력범죄가 발생하고, 46건의 살인이 발생해 미국에서 11번째로 가장 위험한 도시이자, 캘리포니아에서 스톡턴 다음으로 위험한 곳이었다.

## 인구
| 인구조사              | 인구    | Note  | %±     |
| --------------------- | ------- | ----- | ------ |
| 1880년                | 1,673   |       | —      |
| 1890년                | 4,012   |       | 139.8% |
| 1900년                | 6,150   |       | 53.3%  |
| 1910년                | 12,779  |       | 107.8% |
| 1920년                | 18,721  |       | 46.5%  |
| 1930년                | 37,481  |       | 100.2% |
| 1940년                | 43,646  |       | 16.4%  |
| 1950년                | 63,058  |       | 44.5%  |
| 1960년                | 91,922  |       | 45.8%  |
| 1970년                | 106,869 |       | 16.3%  |
| 1980년                | 118,794 |       | 11.2%  |
| 1990년                | 164,164 |       | 38.2%  |
| 2000년                | 185,401 |       | 12.9%  |
| 2010년                | 209,924 |       | 13.2%  |
| 2019 (추산)           | 215,784 | [ 6 ] | 2.8%   |
| U.S. Decennial Census |         |       |        |

## 기후
| San Bernardino, California의 기후 | San Bernardino, California의 기후 | San Bernardino, California의 기후 | San Bernardino, California의 기후 | San Bernardino, California의 기후 | San Bernardino, California의 기후 | San Bernardino, California의 기후 | San Bernardino, California의 기후 | San Bernardino, California의 기후 | San Bernardino, California의 기후 | San Bernardino, California의 기후 | San Bernardino, California의 기후 | San Bernardino, California의 기후 | San Bernardino, California의 기후 |
| 월                                | 1월                               | 2월                               | 3월                               | 4월                               | 5월                               | 6월                               | 7월                               | 8월                               | 9월                               | 10월                              | 11월                              | 12월                              | 연간                              |
| --------------------------------- | --------------------------------- | --------------------------------- | --------------------------------- | --------------------------------- | --------------------------------- | --------------------------------- | --------------------------------- | --------------------------------- | --------------------------------- | --------------------------------- | --------------------------------- | --------------------------------- | --------------------------------- |
| 일평균 최고 기온 °F (°C)          | 68.4 (20.2)                       | 69.2 (20.7)                       | 72.7 (22.6)                       | 77.8 (25.4)                       | 83.4 (28.6)                       | 90.1 (32.3)                       | 96.2 (35.7)                       | 97.3 (36.3)                       | 92.8 (33.8)                       | 84.0 (28.9)                       | 74.3 (23.5)                       | 67.1 (19.5)                       | 81.1 (27.3)                       |
| 일일 평균 기온 °F (°C)            | 55.3 (12.9)                       | 56.4 (13.6)                       | 59.2 (15.1)                       | 63.5 (17.5)                       | 68.9 (20.5)                       | 74.3 (23.5)                       | 79.9 (26.6)                       | 80.7 (27.1)                       | 76.8 (24.9)                       | 69.1 (20.6)                       | 59.9 (15.5)                       | 54.1 (12.3)                       | 66.5 (19.2)                       |
| 일평균 최저 기온 °F (°C)          | 42.1 (5.6)                        | 43.6 (6.4)                        | 45.7 (7.6)                        | 49.2 (9.6)                        | 54.3 (12.4)                       | 58.5 (14.7)                       | 63.6 (17.6)                       | 64.2 (17.9)                       | 60.8 (16.0)                       | 54.1 (12.3)                       | 45.5 (7.5)                        | 41.1 (5.1)                        | 51.9 (11.1)                       |
| 평균 강수량 인치 (mm)             | 3.15 (80)                         | 4.06 (103)                        | 2.53 (64)                         | 1.02 (26)                         | .25 (6.4)                         | .07 (1.8)                         | .03 (0.76)                        | .13 (3.3)                         | .25 (6.4)                         | .82 (21)                          | 1.29 (33)                         | 2.41 (61)                         | 16.01 (406.66)                    |
| 평균 강수일수 (≥ 0.01 in)         | 6.0                               | 7.2                               | 6.8                               | 3.2                               | 1.7                               | .6                                | .5                                | .5                                | 1.4                               | 2.4                               | 3.2                               | 4.8                               | 38.3                              |
| 출처: NOAA                        |                                   |                                   |                                   |                                   |                                   |                                   |                                   |                                   |                                   |                                   |                                   |                                   |                                   |